# (3752) Camillo
(3752) Camillo ist ein Asteroid vom Apollo-Typ. Damit bezeichnet man eine Gruppe von Asteroiden, deren Bahnen teilweise innerhalb der Marsbahn verlaufen.
(3752) Camillo wurde am 15. August 1985 von Eleanor Helin und Maria A. Barucci in Caussols, Frankreich entdeckt.
Die Herkunft des Namens ist unklar.